# AMD Steamroller
AMD Steamroller je procesorová mikroarchitektura vyvíjená společností Advanced Micro Devices (AMD). Ta má být následníkem architektury AMD Piledriver. APU (Accelerated Processing Units) architektury Steamroller nadále používá dvoujádrové moduly jako jeho předchůdci, avšak budou se snažit dosáhnout větší úrovně paralelismu.
APU Steamroller se začaly vyrábět na začátku roku 2014. Jsou vyráběny 28nm výrobní technologií. Pasují do patic Socket FM2+.

## Přehled
APU Steamroller budou mít dvoujádrové moduly stejně jako tomu je u architektury AMD Bulldozer a AMD Piledriver. Záběr Steamrolleru je na větší paralelismus. Vylepšení se očekávají na nezávislých dekodérech instrukcí pro každé jádro v modulu, o čtvrtinu větší šířce záběru na vlákno, lepší plánovače instrukcí, vylepšené předpovídání větvení, větší a inteligentnější cache, až o 30 % méně nepodchycených dat v cache, o 20 % méně chybných předpovědí větvení, dynamicky měnitelná velikost L2 cache, fronta mikrooperací, více interních zdrojů registrů a vylepšený řadič paměti.
AMD odhaduje, že tato vylepšení zvýší IPC (instructions per cycle) o 30 %, zatímco při vysokých pracovních frekvencí procesorů bude snížena spotřeba energie.

## Historie
V roce 2011 oznámila AMD třetí generaci řady procesorů Bulldozer pro rok 2013 s tím, co tehdy nazvala „další generací Bulldozeru“, vyráběnou 28 nm výrobním procesem. 21. září 2011 uniklo z prezentace AMD, že se tato generace bude jmenovat Steamroller. V listopadu 2013 AMD potvrdila, že neobnoví ani řady FX ani verze Socket AM3+. V lednu 2014 přišly na trh první procesory této mikroarchitektury, řada Kaveri.

## Procesory

### APU
Byly oznámeny dvě řady APU:

#### Kaveri
Určen pro trh běžných až levných desktopů; pro socket FM2+. 14. ledna 2014 měly řadu Kaveri vystřídat řady Trinity / Richland coby třetí generace označení A10, A8, A6 a A4 pro trh desktopů.
Tyto APU mají 2 až 4 vylepšená jádra Steamroller B, integrovaná GPU GCN 1.1 Volcanic Islands integrated GPU (Radeon Rx 200) a dva integrované ovladače DDR3. APU Kaveri nejsou kompatibilní se základními deskami s paticí FM2.
Řada Kaveri pro notebooky a výkonné počítače se bude nazývat Indus, zatímco čipset FCH bude mít kódové označení Bolton.

#### Berlin
Pro trh výkonných počítačů, včetně serverů. APU Berlin budou podobné Kaveri, budou mít 4 jádra Steamroller, až 512 stream-procesorů a podporu paměti ECC.

### Pro servery
Dokumenty AMD roadmap pro rok 2014 počítají pro servery s čtyřjádrovými APU s kódovým označením Berlin a procesorem založeným na Piledriveru označený Warsaw s až 16 jádry.